# Ulm (botanică)
Ulmul (în latină Ulmus) este un gen de arbori sau arbuști din familia Ulmaceae, cu scoarța netedă, cu coroana stufoasă, cu frunze alterne, asimetrice și dințate, albicioase, și cu peri moi pe partea inferioară, cu fructul o monosamară aripată, cu lemnul tare, folosit în rotărie.
Ulmii sunt componente ale multor tipuri de păduri naturale. Mai mult, în secolele 19 și începutul secolului XX, multe specii și culturi au fost, de asemenea, plantate ca arbori ornamentali de stradă, grădină și parc în Europa, America de Nord și părți ale emisferei sudice, în special Australasia. Unii ulmi individuali au atins dimensiuni și vârste mari. Cu toate acestea, în ultimele decenii, majoritatea ulmurilor maturi, de origine europeană sau nord-americană, au murit din cauza bolii de ulm olandez, cauzată de un microfungus dispersat de gândacii de scoarță. Ca răspuns, au fost dezvoltate cultivare rezistente la boli, capabile să restabilească ulmul în silvicultură și peisagistică.

## Specii
- Ulmus alata Michx.
- Ulmus americana L.
- Ulmus campestris L. (ulm de câmp)
- Ulmus montana With. (ulm de munte)
- Ulmus laevis Pall.  (velniș)
- Ulmus crassifolia Nutt.
- Ulmus glabra Huds.
- Ulmus X notha Wilhelm & G. Ware
- Ulmus parvifolia Jacq.
- Ulmus procera Salisb.
- Ulmus pumila L.
- Ulmus rubra Muhl.
- Ulmus serotina Sarg.
- Ulmus thomasii Sarg.

## Imagini

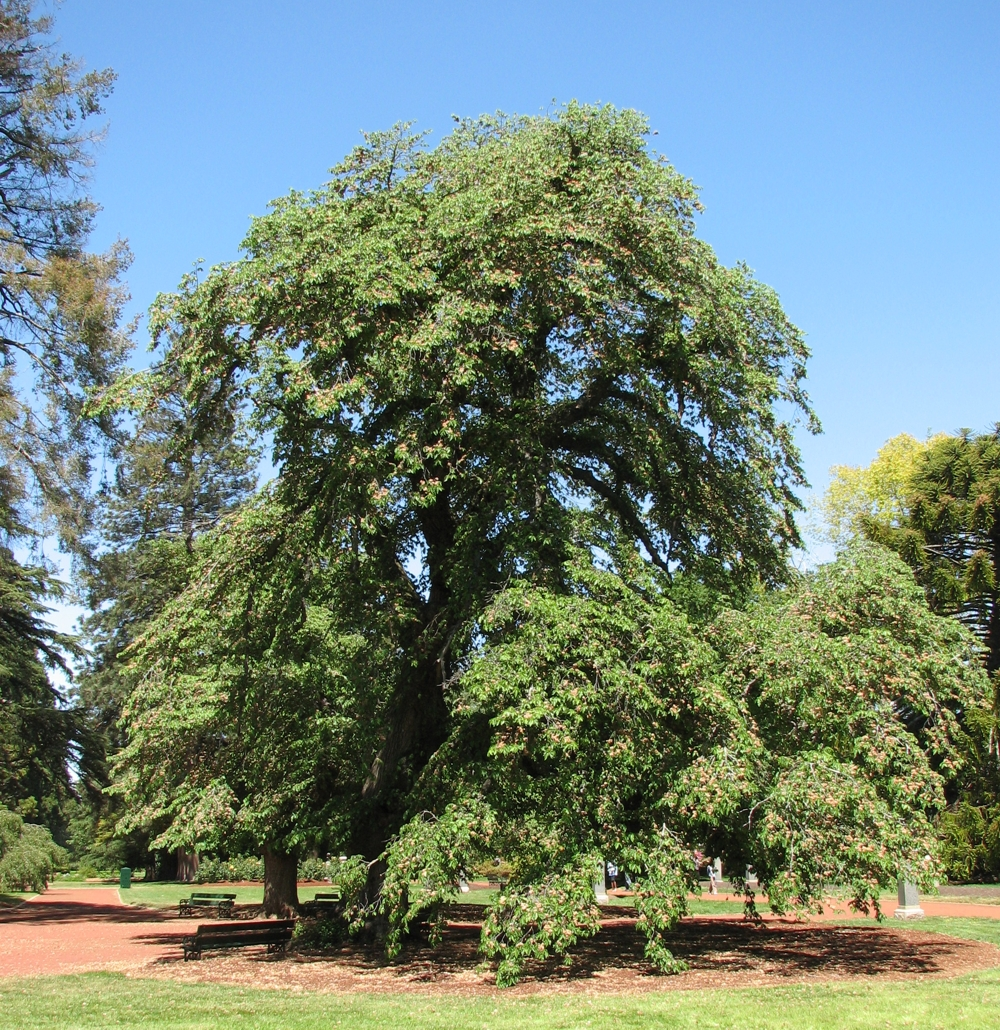
Ulmus glabra
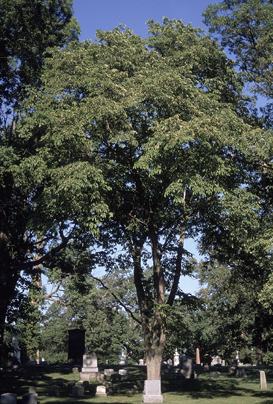
Ulmus rubra
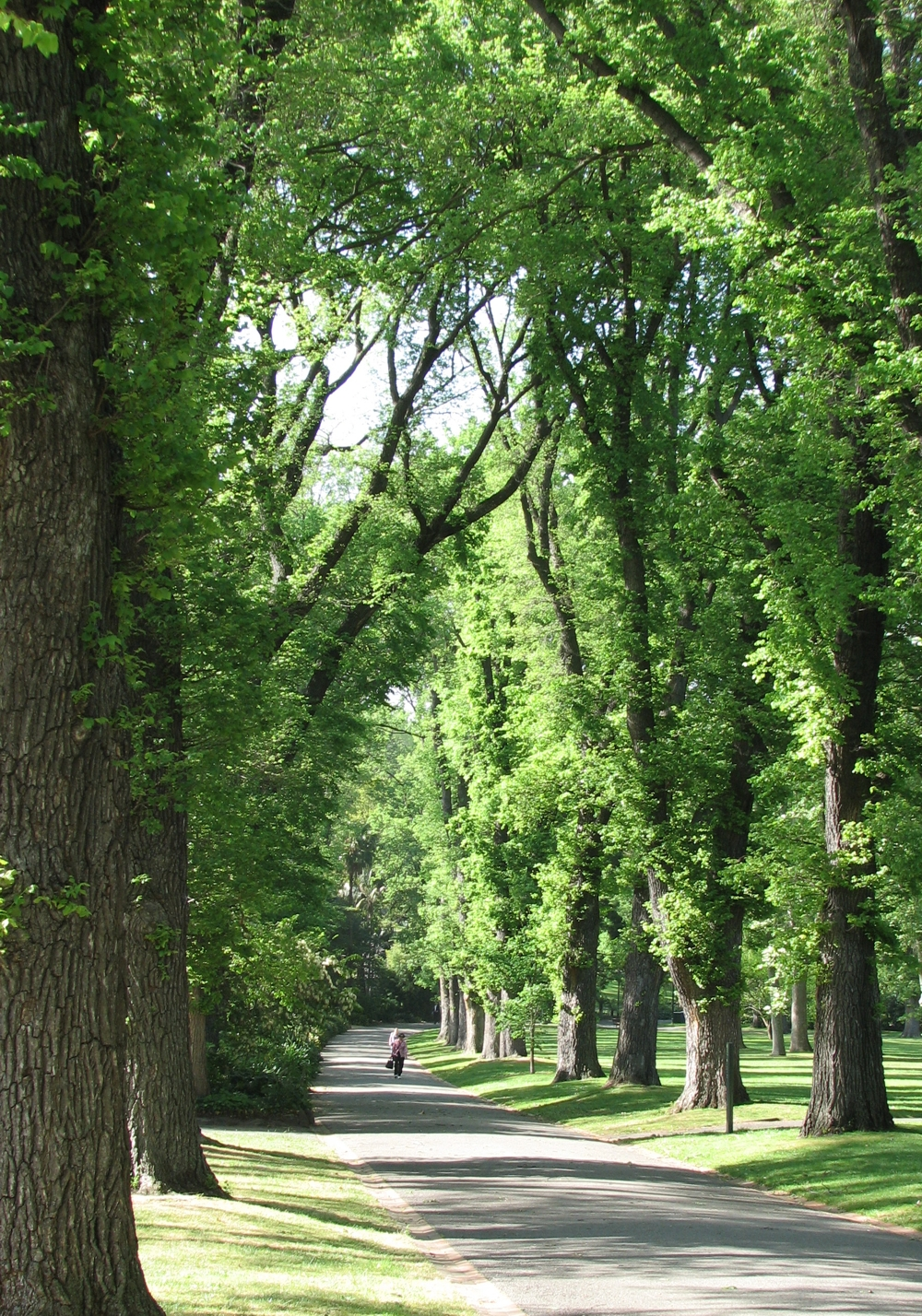
Ulmus procera
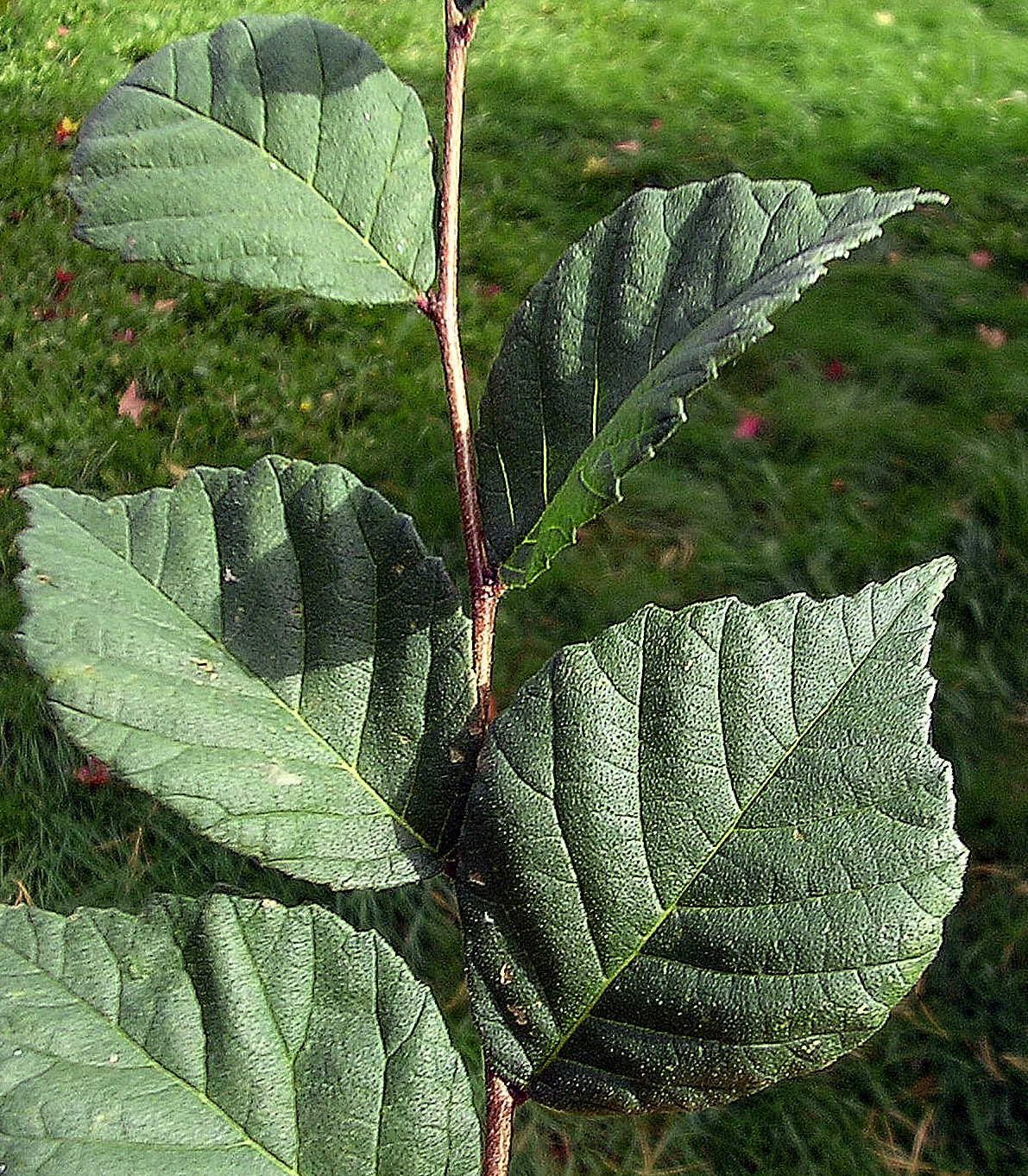
Ulmus lamellosa